# Шарль де Ларошфуко
Шарль де Ларошфуко (фр. Charles de La Rochefoucauld; 1520–1583) — військовий та державний діяч Французького королівства, учасник релігійних війн. Не слід плутати з Шарлем де Ларошфуко (1523—1562), графом Рандан (молодшим братом лідера гугенотів Франсуа III де Ларошфуко). Обидва Шарлі де Ларошфуко були стриєчними братами.

## Життєпис
Походив зі шляхетського роду Ларошфуко з Ангумуа, її старшої гілки. Другий син Антуана де Ларошфуко, сеньйора Барбезьє та сенешаля Гієнні, та Антуанети д'Амбуаз. Народився 1520 року. У 1528 році втратив батька, що помер у Неаполі під час чуми. 1536 року мати вийшла заміж за Людовика III де Люксембурга-Брієнна. Отримав титул сеньйора де Рандана.
1545 року оженився з донькою адмірала Філіппа де Шабо. 1548 року звитяжив під час придушення заворушень у Сенті. З 1549 року брав участь у бойових діях в Італії, Німеччині та Нідерландах. Потім був великим сенашелем Гієні, генерал лейтенантом Шампані та губернатором Парижу.
На відміну від своїх родичів підтримував католицьку партію. 1560 року отримав звання генерал-полковника піхоти, очоливши пікардійські загони. Під час першої гугенотської війни у 1562 році брав участь у битві біля Дре. В ході другої гугенотської війни відзначився 1567 року в битві при Сен-Дені. 1569 року брав участь у битвах біля Жарнаку і Монконтурі (події третьої гугенотської війни).
Згодом залишався вірним французьким королям Карлу IX та Генріху III. За це став одним з перших кавалерів ордена Святого Духа, яким нагороджений 1579 року. Помер 1583 року.

## Родина
Дружина — Фрасуаза, донька Філіппа де Шабо, адмірала Франції.
Діти:
- Франсуаза (д/н — після 1578), дружина маркіза Клода де л'Еспіне
- Антуанетта (д/н—1627), дружина Антуана де Брішанто
- Шарлотта (д/н—1603), дружина Франсуа де Баррес